# M b v
m b v es el tercer álbum de estudio de la banda inglesa-irlandesa de shoegaze My Bloody Valentine, lanzado el 2 de febrero de 2013. Producido por el vocalista y guitarrista de la banda Kevin Shields, mbv es el primer álbum larga duración de la banda desde Loveless en 1991, más de dos décadas.
La grabación de mbv comenzó antes de la separación de My Bloody Valentine en 1997. Kevin Shields reanudó la grabación en 2006 en el momento en que la banda se reunió, y se produjeron más grabaciones después de 2011.

## Lista de canciones
Todas las canciones compuestas por Kevin Shields.

| N.º | Título            | Duración |  |
| 1.  | «she found now»   | 5:06     |  |
| 2.  | «only tomorrow»   | 6:22     |  |
| 3.  | «who sees you»    | 6:12     |  |
| 4.  | «is this and yes» | 5:07     |  |
| 5.  | «if i am»         | 3:54     |  |
| 6.  | «new you»         | 4:59     |  |
| 7.  | «in another way»  | 5:31     |  |
| 8.  | «nothing is»      | 3:34     |  |
| 9.  | «wonder 2»        | 5:52     |  |